# ويليام هنري كولينز
ويليام هنري كولينز هو جيولوجي كندي، ولد في 26 أكتوبر 1878، وتوفي في 14 يناير 1937 في أوتاوا في كندا.